# R2-0
R2-0 var en forskningsreaktor vid forskningsanläggningen Studsvik.
R2-0 var en nolleffektsreaktor modererad med lättvatten. Reaktorn blev kritisk första gången 20 juni 1960. Den var placerad i samma bassäng som R2 (reaktor). Reaktorn stängdes av för sista gången 16 juni 2005 kl. 09:00.
Reaktorn var den första som ASEA Atom levererade och den var godkänd för drift upp till 1 MW termisk effekt. Eftersom effekten var låg skedde kylningen med hjälp av naturlig konvektion i bassängen. Normalt kördes reaktorn inte högre än ca 650 kW, eftersom bassängvattnet annars fick för hög temperatur. Vid 650 kW var inloppstemperaturen under härden 25 grader och utloppstemperaturen runt 60 grader.
Reaktorhärden var placerad i en fackverkskonstruktion åtta meter ned i bassängvattnet. Hela konstruktionen hängde ner från en traversbrygga vid bassängkanten. Bryggan med reaktor och allt gick att flytta runt över bassängen. Detta är en ovanlig, men mycket användbar egenskap, då reaktorhärden kunde placeras nära det experiment/prov/kanal man för tillfället ville bestråla.
Den huvudsakliga användningen av R2-0 var utbildning, samt neutronbestrålning av experiment åt neutronforskningslaboratoriet (NFL) i Studsvik vars huvudman var Uppsala universitet. Då R2-0 placerades mot den östra bassängväggen kunde den förse NFL:s instrument OSIRIS-ISOL (Isotope Separator On-Line) med neutroner. OSIRIS var ett instrument i drift sedan 1968 för studier av neutronrika isotoper som producerades genom termisk fission i uran.
Under åren 1999-2000 renoverades och byggdes reaktorn om för användning som strålkälla för behandling av svårartad hjärncancer (glioblastoma multiforme) med en metod kallad Boron Neutron Capture Therapy (BNCT). Vid ombyggnaden tillverkades en ny härduppställning, ett helt nytt kontrollrum byggdes på en ny plats, samt en anläggning för behandling av patienterna. Ett trettiotal patienter hann behandlas innan nedläggningen av reaktorn. Behandlingen var dock inte så framgångsrik som man ursprungligen hade hoppats på.